# خاموش بنشینم و زیبا دیده شوم
«خاموش بنشینم و زیبا دیده شوم» (به انگلیسی: Sit Still, Look Pretty) تک‌آهنگی از هنرمند اهل ایالات متحده آمریکا دایا است که در سال ۲۰۱۶ میلادی منتشر شد.
این تک‌آهنگ در چارت‌های چند کشور جزو ده ترانه اول قرار گرفت.